# Pete Best
Pete Best (anglès: Randolph Peter Best)  (Chennai, 24 de novembre de 1941) és un músic anglès que va formar part de The Beatles com a bateria, amb anterioritat a Ringo Starr.

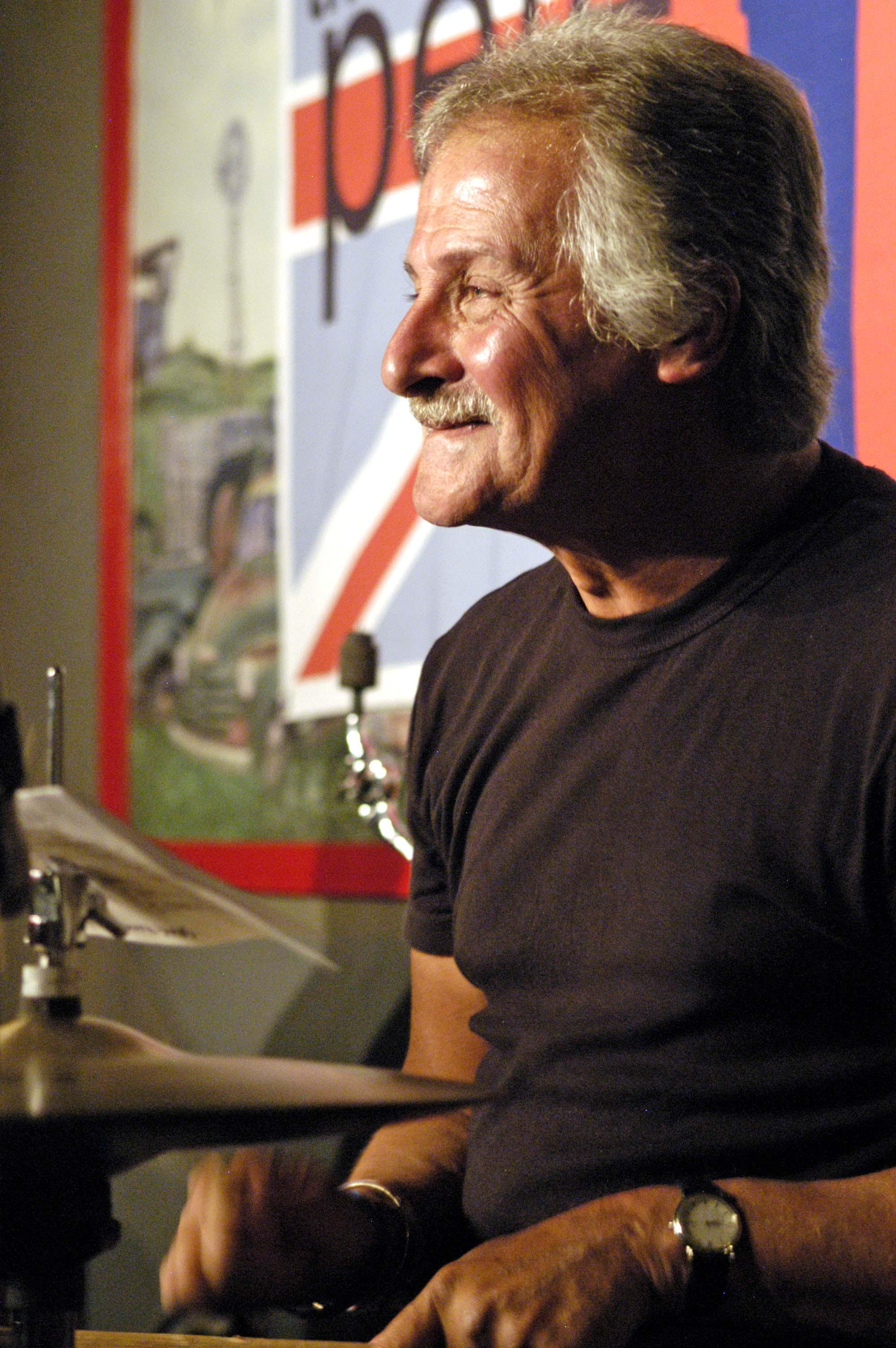
Imatge de Pete Best

Pete Best va ser el bateria de The Beatles uns mesos durant l'any 1959, quan el grup tocava ocasionalment a The Casbah Club a Liverpool, propietat de la mare de Pete. En aquella època la banda no disposava de bateria fix. L'any 1960, va reingressar quan el grup va aconseguir el seu primer contracte professional per tocar a diversos clubs d'Hamburg a través del promotor artístic Allan Williams.
Va formar part de la banda fins a la primera audició per a EMI el 1962 i en va ser acomiadat el 16 d'agost del mateix any. El productor d'EMI George Martin no el considerava prou bo; d'altra banda, no s'havia integrat prou bé al grup durant l'estada a Alemanya. Per exemple, no es va canviar el pentinat com els altres, a l'estil "Mop Top", i faltava sovint a les actuacions, cosa que feia que haguessin de buscar-li un substitut. Un habitual en aquest paper era Ringo Starr, bon amic de la banda, ja que el seu grup "Rory Storm and The Hurricanes", també de Liverpool, tocava en el mateix local que The Beatles. Aquests fets van decidir al grup a expulsar Pete i demanar a Ringo que el substituís completant així la formació definitiva de The Beatles fins a la seva dissolució, el 1970.
L'encarregat d'acomiadar a Pete va ser Brian Epstein, nou manager del grup, que li va oferir de formar part d'algun dels altres grups dels que ell també era manager, però Pete va rebutjar l'oferta. Tanmateix el grup "Rory Storm and The Hurricanes" li van oferir d'ocupar el lloc de Ringo però també ho va rebutjar.
Un mes després del seu acomiadament va ingressar al grup "Lee Curtis and The All Stars". Amb Pete com a estrella la banda va realitzar diverses gires per Gran Bretanya i Alemanya i va signar un contracte amb la discogràfica DECCA, que irònicament havia rebutjat The Beatles l'any anterior. Van tenir tan poc d'èxit que mesos després Lee Curtis va abandonar el grup. Així ara la banda es va dir Pete Best and The All Stars, The Pete Best Combo i The Pete Best Band. Canviant sovint de components fins al 1968. Després de la dissolució del grup va abandonar la música professional i va treballar com a funcionari de correus.
Vint anys després, el 1988 reapareix amb el grup The Pete Best Band amb el que fins a l'actualitat realitza gires per tot el món. L'any 1995 amb motiu de l'edició del primer volum de la trilogia The Beatles Anthology, es van publicar en aquest àlbum diversos enregistraments en els quals ell va participar, motiu pel qual va cobrar una bona quantitat de diners, uns quatre milions de lliures. Segons diria en una entrevista el mateix Pete, "..amb aquests diners podré viure tranquil la resta de la meva vida..."